# Za krzakiem tarniny
Za krzakiem tarniny (czes. Za trnkovým keřem) – czechosłowacki film dla dzieci z 1981 w reżyserii Václava Gajera.

## Obsada
- Gustáv Valach jako gajowy Václav Straka
- Tomáš Holý jako Vašek Straka, wnuk Václava
- Jana Brejchová jako Jarmila Straková, mama Vaška
- Josef Kemr jako Perníkář zwany Zmiják, łowca żmij
- Václav Sloup jako Josef zwany Čahoun, kierowca ciężarówki
- Adolf Filip jako pilarz Přibyl zwany Pilous
- Jiří Pleskot jako dyrektor firmy budowlanej
- Ladislav Frej jako inżynier Straka, ojciec Vaška
- Jan Pohan jako gajowy Antoš
- Vítězslav Jandák jako drwal Šimek

## Opis fabuły
Vašek spędza wakacje w lesie malowniczo położonym w górach Szumawy u swojego dziadka, który jest tu gajowym. Dziadek wprowadza chłopca w tajniki lasu. Obu leży na sercu ochrona przyrody, więc starają się przeciwdziałać jej dewastacji, m.in. udaremniając polowanie na muflony.